# Juan Bautista de Echeverría y Zuloaga
Juan Bautista de Echeverría Zuloaga y Aroche España (Lima, 23 de junio de 1683 - 16 de noviembre de 1726) fue un magistrado y noble criollo que ejerció altos cargos judiciales en el Virreinato del Perú. Obtuvo póstumamente el título de Marqués de Soto Hermoso.

## Biografía
Fueron sus padres el capitán guipuzcoano Martín de Echeverría y Zuloaga y la limeña Elena de Aroche y España. Inició estudios en el Real Colegio de San Martín (1697) y en sus aulas fue profesor de Artes, así como de Leyes y Cánones. Optó grado de Doctor en Leyes en la Universidad de San Marcos. Como era usual entonces, pasó luego a España a fin de gestionar alguna merced (1708) y allí obtuvo su nombramiento como oidor de la Real Audiencia de Lima (3 de julio de 1708) y una designación honoraria como consejero del Rey. Se trasladó a San Sebastián, quizá para visitar a sus parientes paternos, y en Madrid fue investido con el hábito de caballero de la Orden de Santiago (1710).
De vuelta en Lima, ejerció sus funciones hasta 1720, cuando fue suspendido en atención a responsabilidades aparentes. Interpuso el consiguiente reclamo y fue restituido en el cargo y sus anejas preeminencias (15 de abril de 1723), pero demandó que la antigüedad de sus servicios incluyese el tiempo antes transcurrido en ausencia de su plaza.